# Neolectomycetes
De Neolectomycetes vormen een klasse van Ascomycota binnen het rijk van de schimmels (Fungi).

## Taxonomie
De taxonomische indeling van Neolectomycetes is als volgt:
- Klasse: Neolectomycetes
  - Subklasse: Neolectomycetidae
    - Orde: Neolectales
      - Familie: Neolectaceae
        - Geslacht: Neolecta